# جيمس هيبرد (كاتب)
جيمس هيبرد (بالإنجليزية: James Hibberd) صحفي وكاتب سيناريو أمريكي. يشغل حاليًا منصب محرر في مجلة هوليوود ريبورتر، بعد فترة عمل دامت عشر سنوات في مجلة إنترتينمنت ويكلي. نُشرت أعماله في منشورات مثل نيويورك تايمز، وصالون، وديتايلز، وكوزموبوليتان، ومجلة منظمة العفو الدولية.